# Jens van 't Wout
Jens van 't Wout (Laren, 6 ottobre 2001) è un pattinatore di short track olandese.

## Biografia
È nato nei Paesi Bassi. Quando aveva due anni la sua famiglia si trasferì a Bracebridge, in Canada. Dopo dieci anni passati all'estero la famiglia ha fatto ritorno ad Almere, nei Paesi Bassi. Anche il fratello maggiore è pattinatore di caratura internazionale Melle van 't Wout.
È allenato da Dave Versteeg e Jeroen Otter ed ha gareggiato per il RTC Noord e il Trias Shorttrack.
Nel settembre 2019 si è procurato un grosso taglio sulla guancia e ha perso due denti dopo una collisione con l'israeliano Vladislav Bykanov, che calciando all'indietro lo ha colpito al volto con la lama del pattino. I medici lo hanno curato inserendogli un bullone metallico nella guancia. Gli è rimasta una cicatrice di 10 cm sulla guancia destra.
Ai mondiali juonior di Montréal 2019 ha guadagnato la medaglia d'argento nella staffetta 3000 metri con il fratello Melle van 't Wout, Sven Roes e Bram Steenaart.
Si è laureato campione continentale a Danzica 2021 nella staffetta 5000 metri, gareggiando con i connazionali Itzhak de Laat, Dylan Hoogerwerf, Sjinkie Knegt e Friso Emons. Ai mondiali di Dordrecht 2021 ha vinto la medaglia d'oro nella staffetta 5000 metri assieme a Daan Breeuwsma, Itzhak de Laat e Sjinkie Knegt.

## Palmarès

### Mondiali
- 4 medaglie:
  - 1 oro (staffetta 5000 m a Dordrecht 2021);
  - 1 argento (1500 m a Rotterdam 2024);
  - 2 bronzi (500 m a Seul 2023; 500 m a Pechino 2025).

### Europei
- 10 medaglie:
  - 6 ori (staffetta 5000 m a Danzica 2021; 1500 m, staffetta 5000 m e staffetta 2000 m mista a Danzica 2023; 500 m e 1500 m a Dresda 2025);
  - 4 argenti (500 m e 1000 m a Danzica 2023; 1000 m e staffetta 2000 m mista a Dresda 2025).

### Mondiali junior
- 1 medaglia:
  - 1 argento (staffetta 3000 m a Montréal 2019).